# 瓦倫亞口魚
瓦倫亞口魚（學名：Catostomus warnerensis）為輻鰭魚綱鯉形目亞口魚科的其中一種，為溫帶淡水魚，被IUCN列為瀕危保育類動物，僅分布於北美洲美國奧勒岡州華納湖流域，本魚體呈圓柱形，口下位呈吸盤狀，背部和側面呈黑色，腹部呈白色。在產卵季節，雄性和一些雌性的身體兩側會呈現鮮紅色，體長可達35公分，壽命可達20年，約在第3、4年性成熟，棲息在湖泊底層水域，因水壩修築、農業灌溉及乾旱影響，族群數量受到威脅。 